# Kitano Tenmangū
Kitano Tenmangū (北野天満宮, Kitano-Tenman-gū) és un santuari xintoista al districte de Kamigyō-ku, de la ciutat japonesa de Kyoto.

## Història
El santuari es va construir l'any 947, en honor a l'erudit i poeta Sugawara no Michizane, que havia hagut d'exiliar-se com a resultat de les maniobres polítiques dels seus enemics del clan Fujiwara. Després de la seva mort l'any 903, diversos desastres naturals es van atribuir al seu esperit furiós, així que se li va construir aquest santuari en el seu honor per a intentar apaivagar-lo.
El santuari es va convertir en objecte de patrocini imperial durant el principi del període Heian. El 965, l'emperador Murakami va ordenar que s'enviessin missatgers imperials per a informar dels esdeveniments més importants als kami guardians del Japó. Aquests missatgers presentaven regals anomenats heikaku (幣帛) a 16 santuaris. El 991, l'emperador Ichijō afegir tres santuaris més a la llista de Murakami, entre ells el Kitano Tenmangū.

## Tenjin

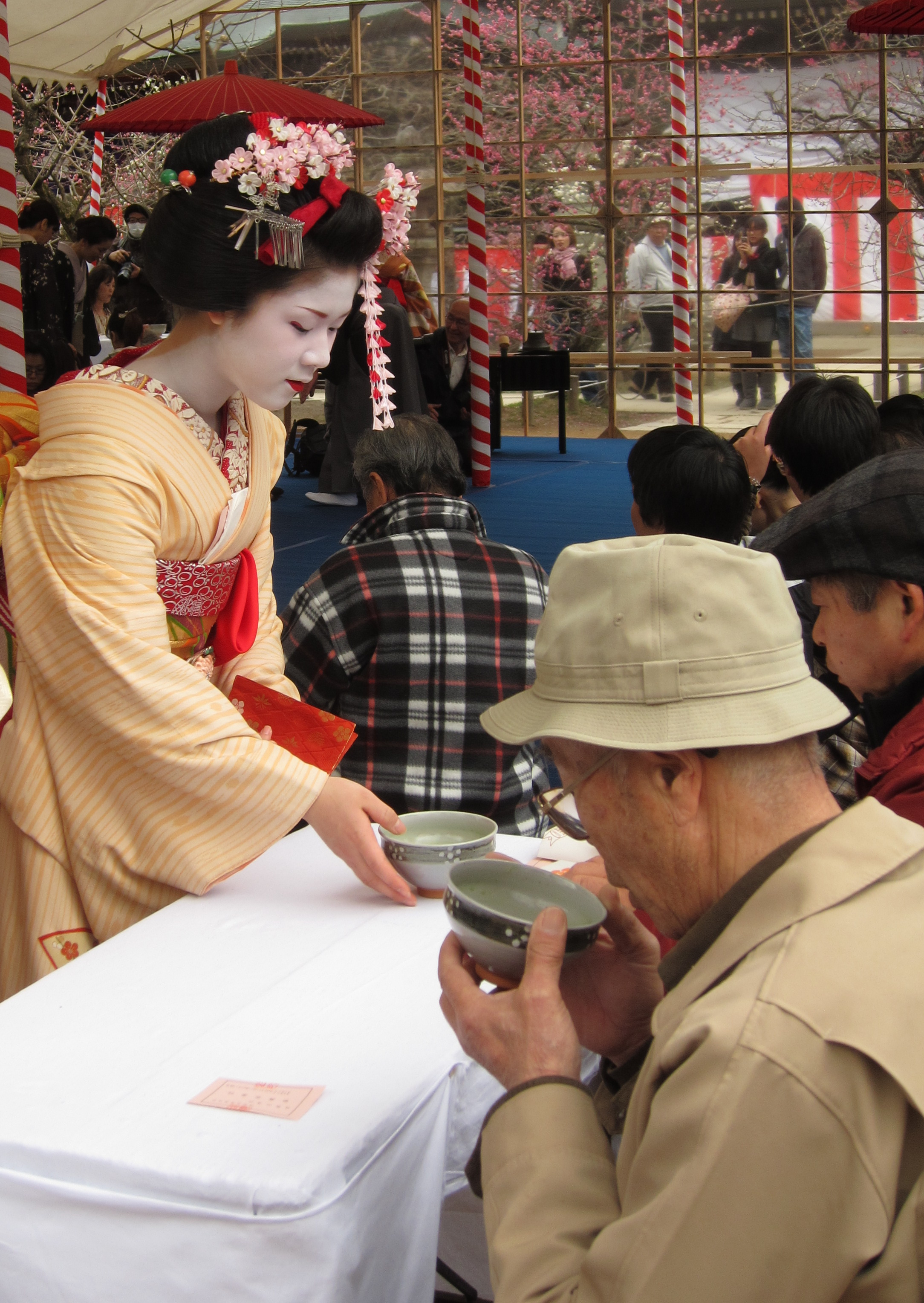
Una maiko servint te durant el festival de la flor de l'albercoc

El santuari estava dedicat a Michizane, i l'any 986, aquest erudit va ésser divinitzat i va rebre el nom com a kami de Tenjin.
Els terrenys estan plens de l'arbre preferit de Michizane: l'ume o albercoquer japonès vermell i blanc, i quan floreixen el santuari s'acostuma a omplir de gent. El 25 de febrer se celebra la Festa de l'albercoc (梅花祭, baikasai), coincidint amb el mercat mensual. Una cerimònia del te a l'aire lliure (野点, nodate) és organitzada per geiko i maiko del barri proper de Kamishichiken, on se serveix te i wagashi a 3.000 convidats per part de les geisha i maiko. El festival de l'albercoc s'ha celebrat el mateix dia de cada any durant uns 900 anys per a commemorar la mort de Michizane. La cerimònia del te a l'aire lliure data de 1952. Aquell any, es va celebrar un gran festival per a commemorar el 1050è aniversari de la mort de Michizane, basat en la històrica cerimònia del te Kitano Ochakai organitzada al santuari per Toyotomi Hideyoshi.

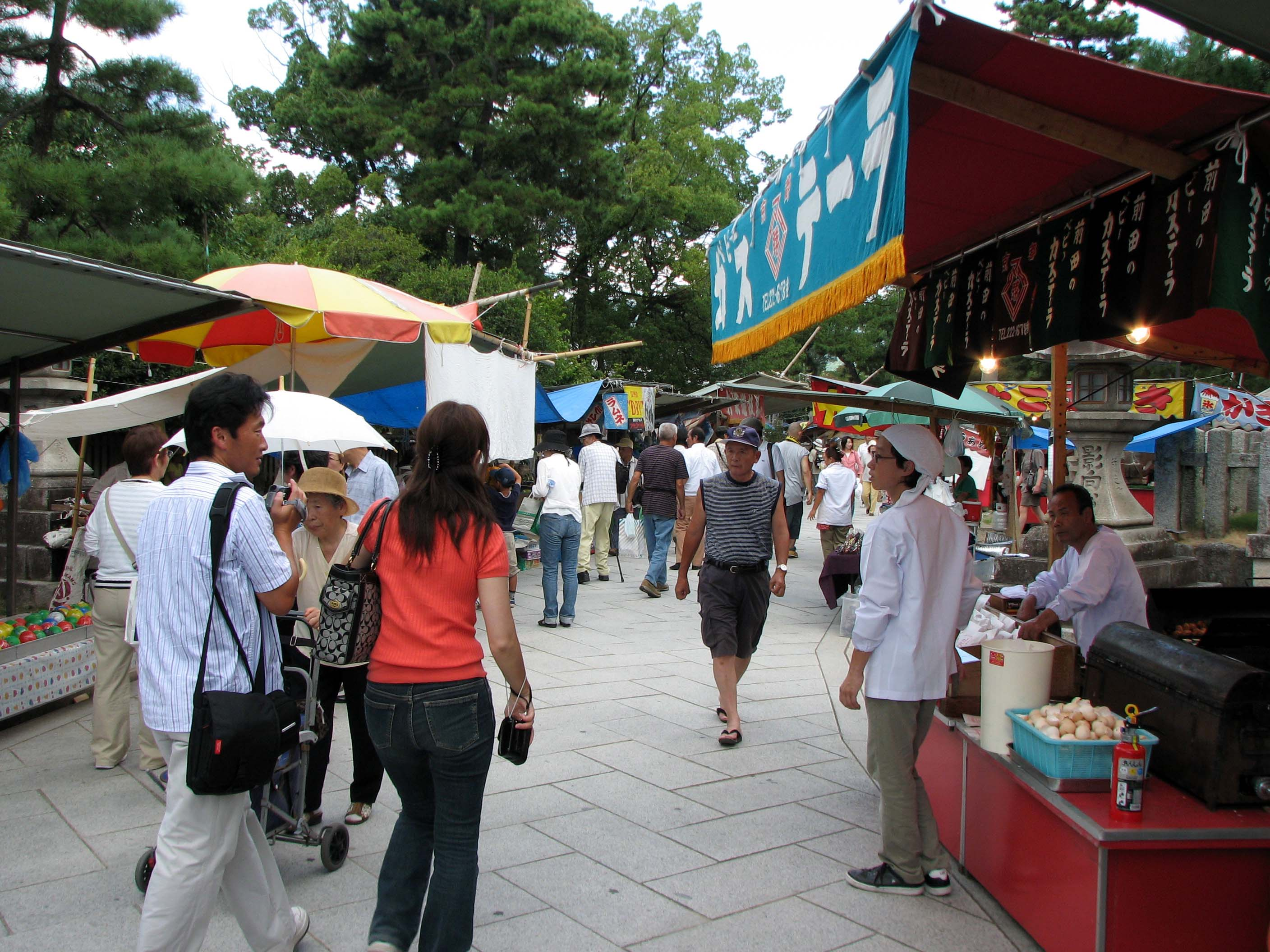
El mercat de Tenmangū

Kitano Tenmangū és popular entre els estudiants que demanen tenir èxit als exàmens, perquè la divinitat va ser en la seva vida un home de coneixement. El dia 25 de cada mes, el santuari acull un mercat ambulant. Com que el temple Tō-ji també organitza un mercat similar, hi ha un proverbi a Kyoto que diu: «Un bon temps al mercat de Tōji significa pluja al mercat de Tenjin», fent referència al clima molt variable de Kyoto.